# روابط اسپانیا و ایران
روابط اسپانیا و ایران به مجموعه روابط اقتصادی، علمی و فرهنگی میان ایران و اسپانیا گفته می‌شود که از حدود ۴۰۰ سال پیش تا امروز ادامه داشته‌است.

## زمامداری مسلمانان در آندلس
در خلال ۸ سده زمامداری مسلمانان در آندلس، فرهنگ ایرانی به عنوان یکی از پایه‌های فرهنگ اسلامی نقش مهمی در تمدن و فرهنگ اندلس داشته‌است. حضور ایرانیان در رشته‌های‌های علوم، موسیقی و ادبیات در دوره حکومت مسلمانان در اسپانیا مورد تأیید مورخان می‌باشد. در آن زمان عارفانی چون ابن عربی و شوشتری اهل غرناطه تأثیر عمیقی بر مکتب عارفان اسپانیایی و صوفیان ارانی داشته‌اند.
قدمت روابط به چهارصد سال می‌رسد. نخستین گروه دیپلماتیک اسپانیا در سال ۱۴۰۳ میلادی به سرپرستی کلاویخو سفیر انریک سوم پادشاه کاستیا به ایران آمد. گارسیا دسیلوا ای فیگرو اولین سفیر ثابت کشور اسپانیا در ایران بود که مسئولیتش در سال ۱۶۱۷ میلادی آغاز و تا سال ۱۶۲۴ طول کشید.

## صفویان
در زمان پادشاهی صفوی، انریک سوم پادشاه اسپانیا گارسیا د سیلوا ای فیگروا را به دربار شاه عباس اعزام نمود. وی طی ۷ سال در دربار شاه عباس یکم توانست رابطه نزدیکی با پادشاه صفوی ایجاد نماید. شاه عباس یکم پس از برقراری امنیت و آرامش در ایران، تصمیم گرفت روابط با اروپایی‌ها را بسط دهد. او یکی از سرداران خود به نام حسینعلی بیک بیات را رهسپار اروپا کرد و قرار شد که او از دربار اسپانیا و محل استقرار پاپ در روم دیدار نماید. شاه اسپانیا و امپراتور روم با نمایندگان شاه عباس ملاقات کردند. در سال ۱۶۰۲ میلادی سه روحانی از فرقه آگوستینی از گوا به ایران رسیدند. شاه عباس یکم به آنان مجوز داد صومعه‌ای در اصفهان بنا کنند و آن‌ها را در تأمین بحشی از هزینه مالی تأسیس صومعه کمک کرد. رئیس صومعه علاوه بر وظایف دینی، عهده‌دار نمایندگی دولت اسپانیا نیز بود. با این حال، شاه عباس حضور دریائی اسپانیا و پرتقال در جنوب ایران را تحمل نکرد. به تدریج حضور اسپانیا درمنطقه خلیج فارس تضعیف شد.
گارسیا د سیلوا ای فیگروا نجيب‌زاده‌اى از دودمان فريا است كه در سال ۱۵۷۰ ميلادى در شهر باداخوث اسپانيا به دنيا آمده است. اين مرد در جوانى نديم فيليپ دوم (۱۵۹۶- ۱۵۵۶ م) پادشاه اسپانيا بود. سپس به سپاهى‌گرى پرداخت و در جنگ اسپانيا و هلند فرماندهى ستونى نظامى را بر عهده داشت. فيگوئروآ در سال ۱۶۱۴م (۱۰۱۳ق) در سن پنجاه و هفت سالگى، به عنوان سفير فيليپ سوم به دربار شاه عباس بزرگ اعزام شد.
سفر وى به هند و ايران ده سال به طول انجاميد كه دقيقا دو سال و هفت روز آن را در ايران گذرانيده، از شهرهاى لار، شيراز، اصفهان، كاشان، قم، قزوين و ده‌ها شهرك و دهكده ديگر در اين مسير ديدار كرده است. وى سياستمدارى پخته و مردى عالم و دقيق النظر است كه در سفرنامه خويش، وضع جغرافيايى - سياسى و اجتماعى بخشى بزرگ از ايران دوران شاه عباس اول را مورد مطالعه قرار داده و درباره خلقيات آن پادشاه و سياست و كشورداريش و كيفيت زندگانى طبقات مختلف مردم و آداب و رسوم ايرانيان آن روزگار به اشباع سخن گفته است.
او که در اصفهان و محله جلفای نو زندگی میکرد برای خود خانه ایی به سبک آندلوسی بنا کرد که این خانه تا سالها محل زندگی سفرای اسپانیا در ایران بود و از آنجا به عنوان محلی برای تجارت میان اروپاییان و ایرانیان استفاده می گردید.
کشف اسناد روابط ایران و اسپانیا
در چارچوب توافق شناسایی نسخ خطی ایرانی، هزاران سند موجود در آرشیوهای کتابخانه شهر وایادولید که از بزرگترین مخازن نسخ خطی جهان به شمار می‌رود، مجموعه یافت شده که تاکنون پنهان مانده بود. بین این اسناد، چند نامه بسیار مهم فارسی که یکی از آن‌ها از طرف شاه عباس یکم به شاه اسپانیا نوشته شده و نامه‌هایی به زبان اسپانیایی که یکی از آن‌ها از فلیپ چهارم به کریم خان زند است به چشم می‌خورد، اما بیشتر نامه‌ها متعلق به زمان صفویه است. در این مجموعه تازه کشف شده، نامه‌ای طوماری از شاه عباس صفوی وجود دارد که با خط نستعلیق و در دو رنگ قهوه‌ای و قرمز نگاشته شده‌است. بنابراین اسناد، گروهی از موریسکوها (مسلمانان اخراج شده از اسپانیا در سال ۱۶۰۹ میلادی) به ایران آمده و در سرزمین هرمزگان اسکان یافته‌اند.

## قاجار
ظهور آقامحمدخان قاجار در سال ۱۷۹۰ را می‌توان با سلطنت شارل سوم (۱۷۸۸–۱۷۵۹) همزمان دانست. در این دوره کوشش‌هایی در جهت ایجاد دوباره روابط سیاسی بین دو کشور انجام گردید، اما روند تغییرات جهانی به خصوص نفوذ انگلیس و روسیه در امور ایران و مداخله فرانسه در امور اسپانیا، مانع از گسترش هر چه بیشتر روابط ایران و اسپانیا شد. با این حال، در یک تحول اساسی در دوره محمدشاه قاجار، طی مذاکرات نمایندگان سیاسی دو حکومت در استامبول، عهدنامه دوستی و بازرگانی دو کشور در تاریخ ۴ مارس ۱۸۴۲ به وسیله میرزاجعفرخان سفیر و وزیر مختار ایران در عثمانی و آنتوان لوپز دکوردوبا سفیر اسپانیا در عثمانی به امضاء رسید. این پیمان نامه سپس به تأیید محمد شاه قاجار و ایزابل ملکه اسپانیا رسید. معاهده دوستی شامل یک مقدمه، ۷ ماده و یک نتیجه بود. با توجه به عقب افتادن اجرای معاهده مذکور، دوباره در ۹ فوریه ۱۸۷۰ پیمان دوستی توسط سرتیپ حاج شیخ محمدخان وزیر مختار ایران در لندن و امانوئل رانسمای ویلانوئوا نماینده اسپانیا در لندن مورد تأیید قرار گرفت. در نتیجه می‌توان گفت که روابط معاهده‌ای ایران و اسپانیا از سال ۱۸۴۲ میلادی شروع شده‌است. امضای این پیمان نامه از آن جهت دارای اهمیت است که اسپانیا پس از روسیه، انگلستان و عثمانی که عملاً همسایگان ایران بودند، اولین کشور اروپائی است که چنین سندی را با ایران امضاء کرده‌است.
طی سده بیستم روابط دو کشور بر بستر معاهده ۱۸۴۲ استانبول ادامه یافت. در سال ۱۹۱۶ میلادی سفارت ایران در مادرید برای نخستین بار افتتاح شد و میرزا اسماعیل خان دبیر الملک فرزانه تا سال ۱۹۱۹ میلادی به عنوان وزیر مختار مشغول بود، پس از آن به علت محدودیت‌های مالی سفارت غیرفعال و سفارت ایران در پاریس، نمایندگی اکرودیته ایران در مادرید را بر عهده گرفت.

## پهلوی
در نوامبر ۱۹۵۲ حسین فاطمی وزیر خارجه دولت محمد مصدق و امیلیو بلادیز کاردار غیرثابت اسپانیا در تهران پیمان ۱۸۴۲ میلادی را دوباره تأیید نمودند. در سال ۱۹۵۴ طی سفر یک هیئت ایرانی به مادرید ضمن افتتاح مجدد سفارت ایران، توافقنامه همکاری اقتصادی و تجاری دو کشور به امضاء رسید. تبادلات اقتصادی دو کشور پس از امضای پیمان نامه مذکور افزایش قابل توجهی یافت. در مارس ۱۹۵۶ میلادی سند دیگری تحت عنوان عهدنامه مودت و اقامت در جهت استواری روابط دو کشور در مادرید به امضاء سفیر ایران در مادرید و وزیرخارجه وقت اسپانیا رسید.
در سال ۱۹۵۷ وزیر اقتصاد و دارائی اسپانیا از به ایران آمد که نتیجه آن ایجاد نخستین کمیسیون مشترک همکاری‌های اقتصادی و بازرگانی دو کشور بود. در همان سال، وزیر صنعت اسپانیا به همراه هیئت بزرگی از صاحبان صنایع، یادداشت تفاهمی به منظور بررسی امکانات همکاری در زمینه‌های ساخت کشتی و گسترش همکاری‌های توریستی با همتایان ایرانی خود امضاء کرد. روابط اقتصادی دو کشور در دهه‌های ۱۹۶۰ و ۱۹۷۰ به‌طور قابل ملاحظه‌ای افزایش یافت و اسپانیا در برابر دریافت نفت؛ ماشین آلات سبک، وسایل خانگی برقی، پارچه‌های ابریشمی و الیاف مصنوعی به ایران صادر می‌کرد. همچنین اسپانیا در زمینه ساخت و سازهای شهری، ترابری دریائی و ساخت کشتی و بخش نیرو در ایران فعالیت داشت.

## جمهوری اسلامی
روابط اسپانیا و ایران پس از انقلاب اسلامی علی‌رغم برخی فراز و نشیب‌ها از اصل ثبات و استحکام برخوردار بوده‌است. اسپانیا از جمله کشورهای اروپائی است که از ابتدای انقلاب، سیاستی نسبتاً میانه در برابر جمهوری اسلامی ایران اتخاذ نموده است. اسپانیا ضمن رعایت بی طرفی کامل در جریان جنگ ایران و عراق، در تحریم اقتصادی آمریکا علیه ایران مشارکت نکرد. در چارچوب اتحادیه اروپا اگرچه اسپانیا هیچ گونه قطعنامه یا اقدامی علیه ایران را پیشنهاد نکرد و تلاش نمود در تنش‌های ایجاد شده بین اتحادیه اروپا و ایران نقش مثبت و سازنده‌ای ایفاء نماید، اما در چارچوب سیاست خارجی و امنیتی مشترک به تحریم‌های اتحادیه اروپا علیه ایران ملحق شد.
تا سال ۱۳۷۹ خورشیدی روابط دو طرفه دچار شدت و ضعف گردید و طی این مدت برخی سفرهای دوطرفه در سطوح وزارت شامل سفر وزیر وقت امور خارجه جمهوری اسلامی ایران به مادرید صورت گرفت. دیدار وزیر امور خارجه وقت ایران از مادرید در خردادماه ۱۳۷۷ کوششی بود که از سوی ایران برای ایجاد تحرک در روابط به عمل آمد. در جواب این سفر، نخست وزیر وقت اسپانیا در رأس یک هیئت بلندپایه در مهر سال ۱۳۷۹ از ایران دیدار نمود. سفر خوزه ماریا آزنار نخستین دیدار رسمی یک مقام عالیرتبه اسپانیایی به ایران در طول تاریخ مناسبات دو کشور بود. این ملاقات علاوه بر اهمیتی که به دلیل محتوای مذاکرات و اسناد امضاء شده داشت، شروع روندی فزاینده در روابط همه‌جانبه دو کشور بود. در حاشیه این دیدار ۵ سند همکاری به امضای دو کشور رسید. از جمله توافقات انجام شده بیانیه مشترک همکاری بین ایران و شاه وقت اسپانیا و همچنین یادداشت تفاهمی بود که در خصوص مبارزه با مواد مخدر به امضای دو کشور رسید. توسعه همکاری‌های تجاری دو کشور در امور نفت و پتروشیمی، زراعت و شیلات، توریست، ترابری و غیره، از جمله بخش‌هایی بود برای همکاری اقتصادی بین اسپانیا و ایران مورد تأکید قرار گرفت و پیرو آن برگزاری چندین سمینار اقتصادی دوجانبه و امضای پیمان نامه‌های اقتصادی گوناگون بین دو کشور در بهبود همه‌جانبه روابط اقتصادی نقش مهمی ایفاء نمودند. در اردیبهشت ماه سال ۱۳۸۰ اولین کمیته مشترک جهت پیگیری مفاد تفاهم نامه با حضور گونزالس روبلس وزیر وقت مشاور در امور برنامه‌ریزی ملی مواد مخدر اسپانیا در تهران برگزار شد. در این سفرها اسناد مهمی امضاء شد و گفتگوهای سودمندی در جهت بهبود روابط دوجانبه انجام شد.
با وجود فشار های زیادی که از طرف کشور های غربی وارد می شد، مناسبات تهران – مادرید در سال ۱۳۹۷ روند نسبتا مطلوبی را پشت سرگذاشت.
در آذر ماه سال ۱۴۰۰ رئیس جمهور ایران، ابراهیم رئیسی، در هنگام دریافت استوارنامه «آنخل لوسادا فرناندس» به سفیر جدید پادشاهی اسپانیا در تهران، گفت: سطح کنونی روابط اقتصادی بین ایران و اسپانیا قابل قبول نیست و باید تلاش شود بیش از پیش توسعه پیدا کند. رئیس جمهور ایران تأکید کرد: اراده ما در توسعه روابط اقتصادی، سیاسی، فرهنگی و ورزشی با اسپانیا است و ظرفیت‌های خوبی در دو کشور برای ارتقاء روابط وجود دارد. «آنخل لوسادا فرناندس» سفیر جدید پادشاهی اسپانیا در این دیدار ضمن ابلاغ سلام پادشاه و رئیس دولت اسپانیا به رئیسی، گفت: تمام تلاش خود را برای اعتلای پیوندهای دیپلماتیک و اقتصادی بین ایران و اسپانیا بکار می‌بندم.